# Brassicaceae
Le Brassicaceae Burnett o Cruciferae Jussieu (note in italiano come Crucifere) sono una grande famiglia di piante erbacee appartenenti all'ordine Brassicales distribuite in tutti i continenti e in tutti i climi (senza escludere le regioni polari).
Il nome della famiglia (Brassicaceae) è stato proposto dal botanico italiano Teodoro Caruel (1830-1898), traendolo dal celtico bresic ("cavolo").
Il massimo centro di biodiversità per questa famiglia, in termini di numero di specie, è il bacino del Mediterraneo.

## Descrizione

### Foglie
Le foglie sono di solito alterne, solo in qualche caso opposte, spesso in rosetta basale; la lamina è spesso incisa o pinnata e sono prive di stipole.
Le foglie hanno una tipica disposizione ad insalata.

### Fiori
Il nome Crucifere (nomen conservandum accettato dal Codice internazionale di nomenclatura botanica) deriva dall'aspetto del fiore, che è tipicamente composto da 4 petali e ricorda perciò una croce. I petali sono separati formando una corolla dialipetala. Sono presenti anche 4 sepali. Una particolarità del fiore delle Brassicaceae è la presenza di 6 stami, di cui 4 a croce come i petali e 2 esterni più corti. Un tale androceo si definisce tetradinamo.

L'ovario è supero e bicarpellare.

L'impollinazione è entomogama.

### Frutti
Il frutto, un carattere fondamentale per la determinazione a livello di specie, è secco e deiscente. Si può considerare un particolare tipo di capsula bicarpellare: viene detto siliqua (quando la lunghezza è evidentemente maggiore della larghezza: Brassica spp., Sinapis spp., ecc.)  o siliquetta (quando è circa isodiametrica: Lunaria spp., Lobularia spp., Biscutella spp., ecc.).

Il frutto si apre per 2 valve che lasciano scoperto un setto centrale (detto replum) a cui sono attaccati i semi in numero variabile. Talvolta la deiscenza avviene con un meccanismo a scatto che serve a scagliare i semi a distanza (Cardamine spp.).

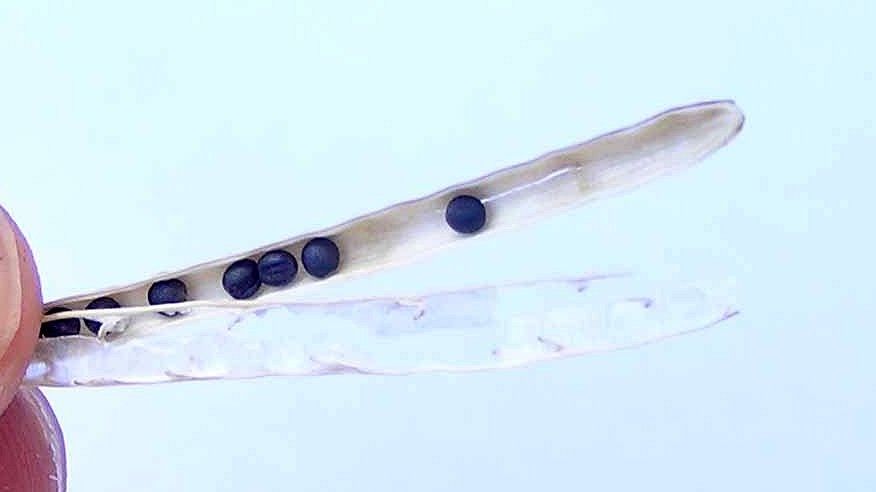
Silique aperte mostranti il replum e i semi
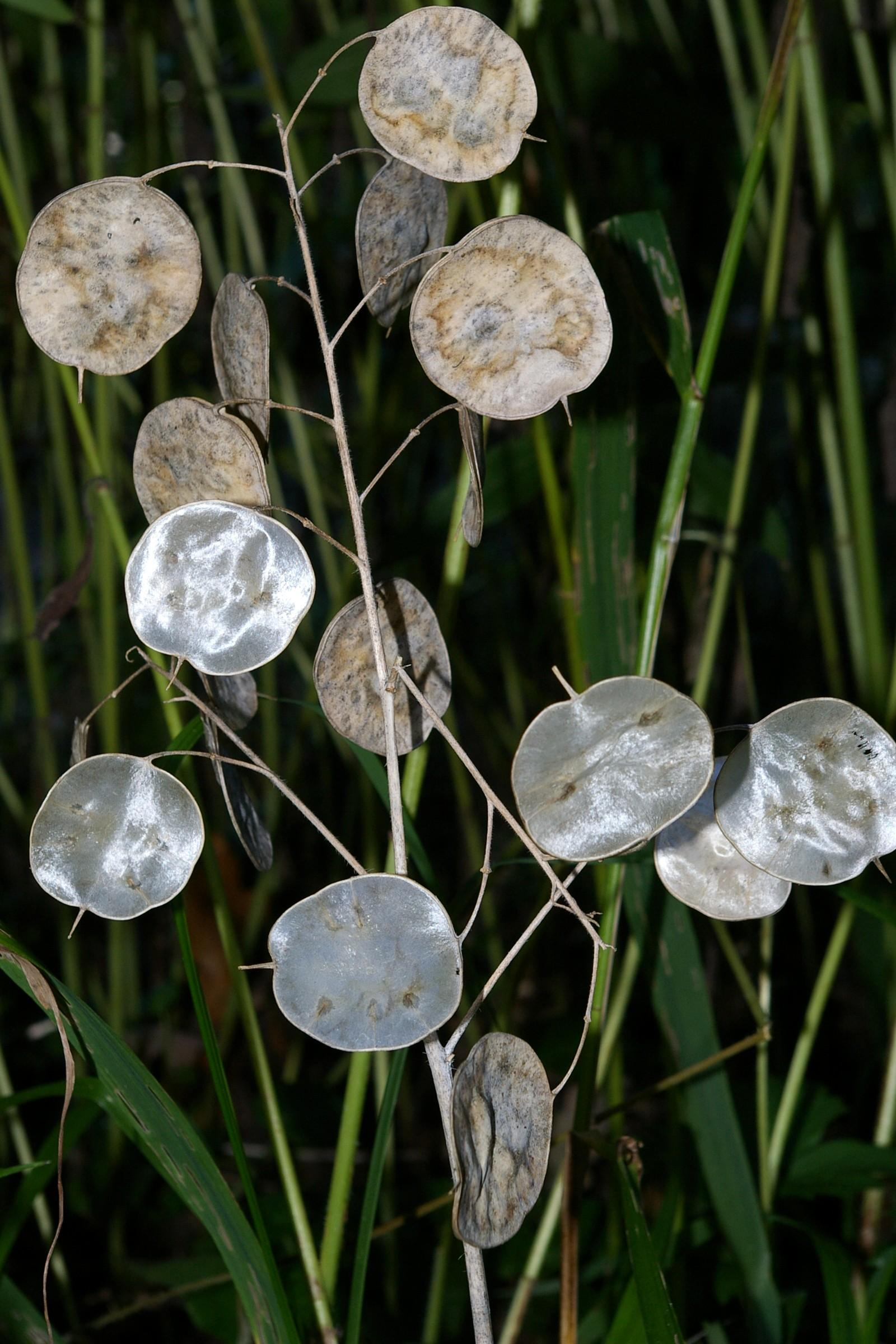
Siliquette di Lunaria annua
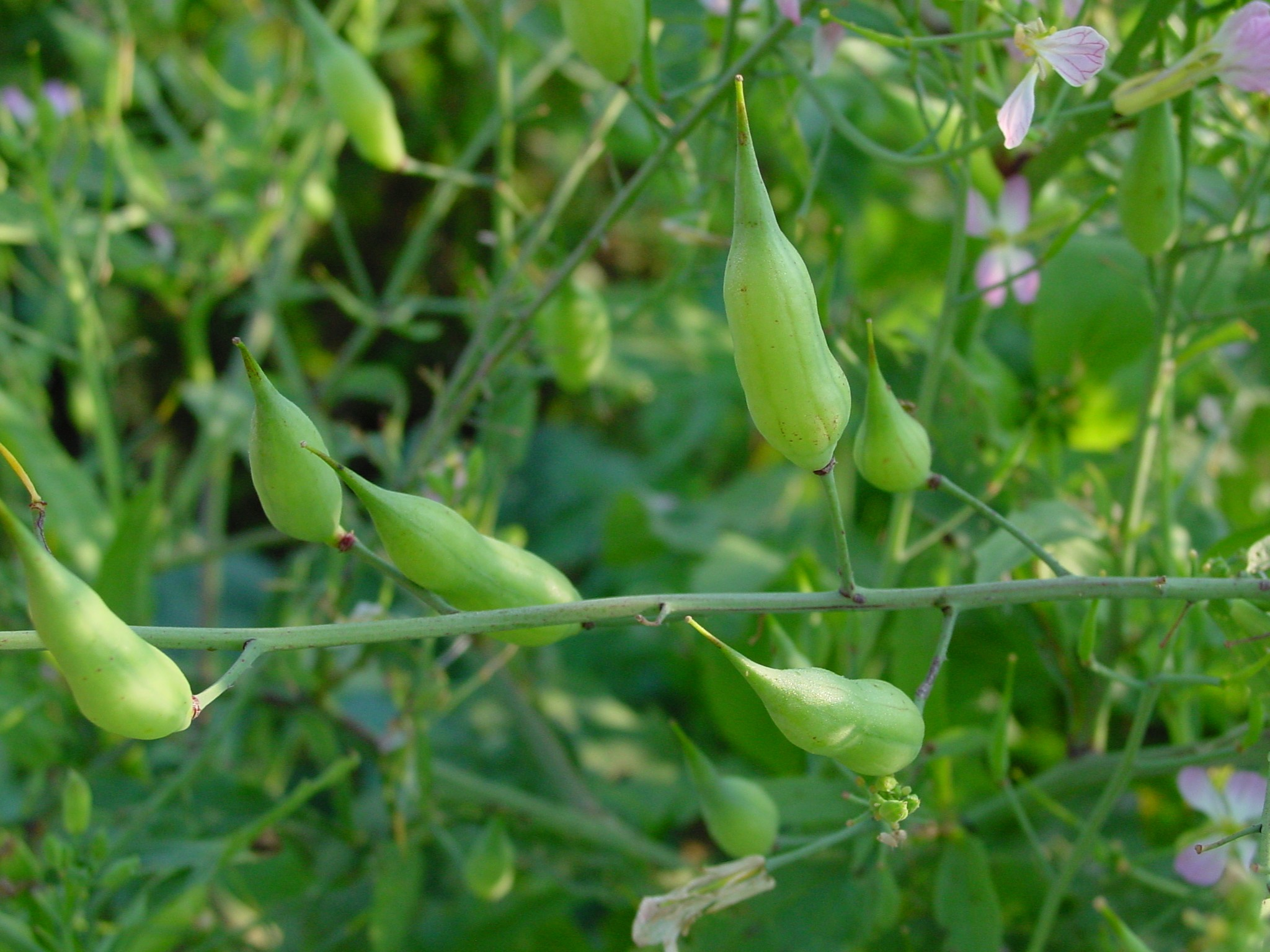
Silique di Raphanus raphanistrum subsp. sativus
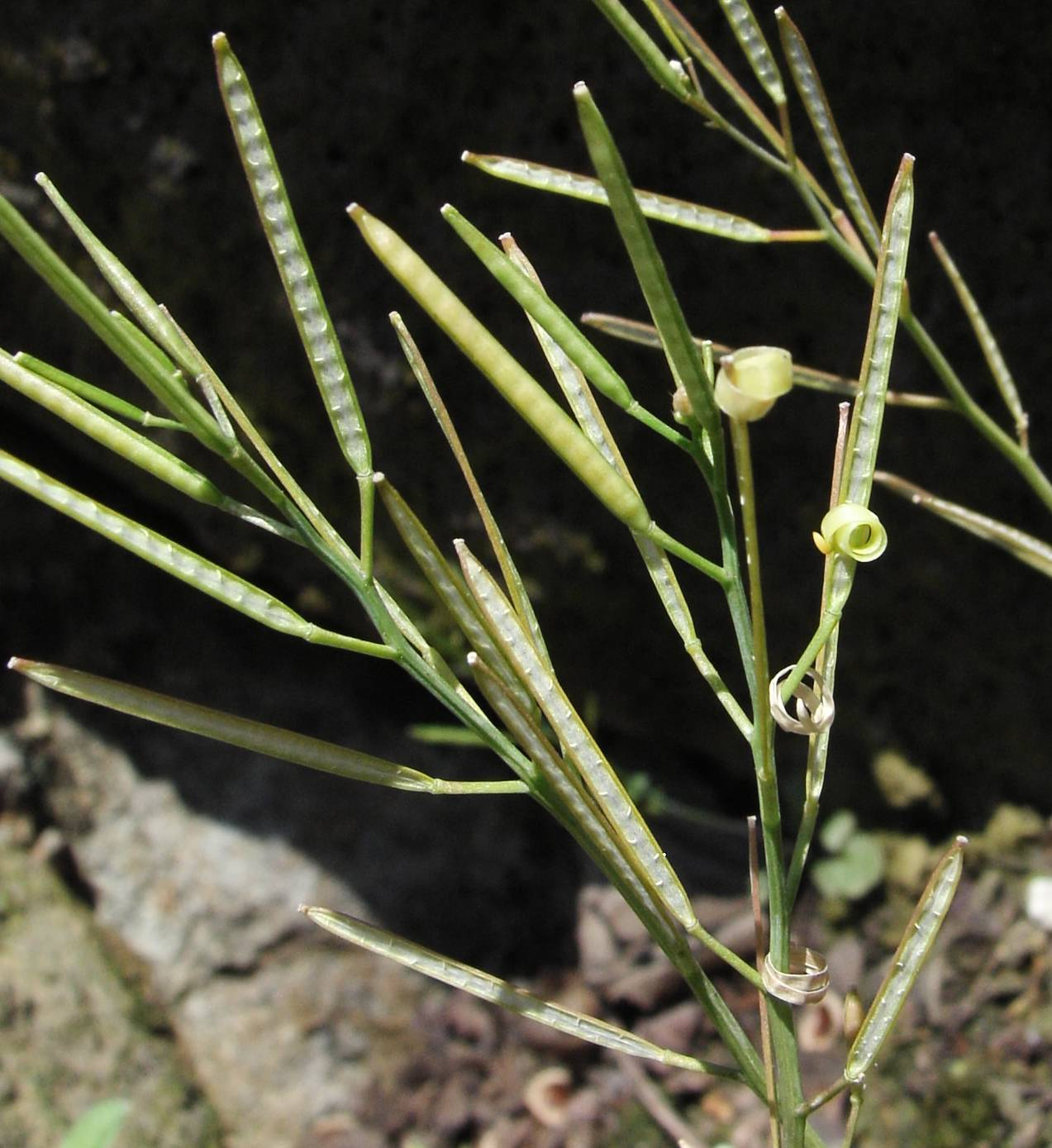
Silique "a scatto" di Cardamine impatiens L.

## Tassonomia
La famiglia delle Brassicaceae appartiene, secondo l'Angiosperm Phylogeny Group, all'ordine Brassicales. Classificazioni precedenti (es. sistema Cronquist) la assegnavano all'ordine Capparales, ora non più ritenuto valido.
Sono strettamente affini alle Capparaceae (la famiglia a cui appartiene il cappero) per le quali recentemente è stata proposta l'inclusione nelle Brassicaceae.
Le Brassicaceae comprendono oltre 300 generi e quasi 4 000 specie, alcune delle quali hanno grande importanza economica.

### Generi
Nella famiglia Brassicaceae sono riconosciuti i seguenti generi:
- Abdra Greene
- Acuston Raf.
- Aethionema W.T.Aiton
- Aimara Salariato & Al-Shehbaz
- Alliaria Heist. ex Fabr.
- Alshehbazia Salariato & Zuloaga
- Alyssoides Mill.
- Alyssopsis Boiss.
- Alyssum L.
- Ammosperma Hook.f.
- Anastatica L.
- Andrzeiowskia Rchb.
- Anelsonia J.F.Macbr. & Payson
- Anzhengxia Al-Shehbaz & D.A.German
- Aphragmus Andrz. ex DC.
- Aplanodes Marais
- Arabidella (F.Muell.) O.E.Schulz
- Arabidopsis Heynh.
- Arabis L.
- Arcyosperma O.E.Schulz
- Armoracia G.Gaertn., B.Mey. & Scherb.
- Aschersoniodoxa Gilg & Muschl.
- Asperuginoides Rauschert
- Asta Klotzsch ex O.E.Schulz
- Atacama Toro-Núñez, Mort & Al-Shehbaz
- Atelanthera Hook.f. & Thomson
- Athysanus Greene
- Aubrieta Adans.
- Aurinia (L.) Desv.
- Baimashania Al-Shehbaz
- Ballantinia Hook.f. ex Airy Shaw
- Barbamine A.P.Khokhr.
- Barbarea W.T.Aiton
- Bengt-jonsellia Al-Shehbaz
- Berteroa DC.
- Biscutella L.
- Bivonaea DC.
- Blennodia R.Br.
- Boechera Á.Löve & D.Löve
- Bornmuellera Hausskn.
- Borodinia Busch
- Borodiniopsis D.A.German, M.Koch, R.Karl & Al-Shehbaz
- Botschantzevia Nabiev
- Brachypus Ledeb.
- Brassica L.
- Braya Sternb. & Hoppe
- Brayopsis Gilg & Muschl.
- Bunias L.
- Cakile Mill.
- Calepina Adans.
- Calymmatium O.E.Schulz
- Camelina Crantz
- Capsella Medik.
- Cardamine L.
- Carinavalva Ising
- Carrichtera DC.
- Catenulina Soják
- Catolobus (C.A.Mey.) Al-Shehbaz
- Ceratocnemum Coss. & Balansa
- Ceriosperma (O.E.Schulz) Greuter & Burdet
- Chamira Thunb.
- Chartoloma Bunge
- Chaunanthus O.E.Schulz
- Chilocardamum O.E.Schulz
- Chlorocrambe Rydb.
- Chorispora R.Br. ex DC.
- Christolea Cambess.
- Chrysochamela (Fenzl) Boiss.
- Cithareloma Bunge
- Clastopus Bunge ex Boiss.
- Clausia Korn.-Trotzky
- Clypeola L.
- Cochlearia L.
- Coincya Rouy
- Conringia Heist. ex Fabr.
- Cordylocarpus Desf.
- Crambe L.
- Crambella Maire
- Cremolobus DC.
- Crucihimalaya Al-Shehbaz, O'Kane & R.A.Price
- Cryptospora Kar. & Kir.
- Cuphonotus O.E.Schulz
- Cuprella Salmerón-Sánchez, Mota & Fuertes
- Cusickiella Rollins
- Cymatocarpus O.E.Schulz
- Cyphocardamum Hedge
- Dactylocardamum Al-Shehbaz
- Degenia Hayek
- Delpinophytum Speg.
- Descurainia Webb & Berthel.
- Diceratella Boiss.
- Dichasianthus Ovcz. & Yunusov
- Dictyophragmus O.E.Schulz
- Didesmus Desv.
- Didymophysa Boiss.
- Dielsiocharis O.E.Schulz
- Dilophia Thomson
- Dimorphocarpa Rollins
- Diplotaxis DC.
- Dipoma Franch.
- Diptychocarpus Trautv.
- Dithyrea Harv.
- Dontostemon Andrz. ex C.A.Mey.
- Douepea Cambess.
- Draba Dill. ex L.
- Drabastrum (F.Muell.) O.E.Schulz
- Dryopetalon A.Gray
- Eigia Soják
- Enarthrocarpus Labill.
- Englerocharis Muschl.
- Eremobium Boiss.
- Eremoblastus Botch.
- Eremophyton Bég.
- Eruca Mill.
- Erucaria Gaertn.
- Erucastrum (DC.) C.Presl
- Erysimum Tourn. ex L.
- Euclidium W.T.Aiton
- Eudema Bonpl.
- Eutrema R.Br.
- Exhalimolobos Al-Shehbaz & C.D.Bailey
- Farsetia Turra
- Fezia Pit. ex Batt.
- Fibigia Medik.
- Foleyola Maire
- Fortuynia Shuttlew. ex Boiss.
- Galitzkya V.V.Botschantz.
- Geococcus J.Drumm. ex Harv.
- Glastaria Boiss.
- Goerkemia Yild.
- Goldbachia DC.
- Gongylis Theophr. ex Molinari & Sánchez Och.
- Graellsia Boiss.
- Guiraoa Coss.
- Gynophorea Gilli
- Halimolobos Tausch
- Harmsiodoxa O.E.Schulz
- Hedinia Ostenf.
- Heldreichia Boiss.
- Heliophila Burm.f. ex L.
- Hemicrambe Webb
- Hemilophia Franch.
- Henophyton Coss. & Durieu
- Hesperidanthus Rydb.
- Hesperis L.
- Hirschfeldia Münchh.
- Hollermayera O.E.Schulz
- Hormathophylla Cullen & T.R.Dudley
- Hornungia Rchb.
- Horwoodia Turrill
- Hugueninia Rchb.
- Ianhedgea Al-Shehbaz & O'Kane
- Iberis Dill. ex L.
- Idahoa A.Nelson & J.F.Macbr.
- Iodanthus Torr. & A.Gray
- Ionopsidium Rchb.
- Irania Hadac & Chrtek
- Irenepharsus Hewson
- Isatis Tourn. ex L.
- Iskandera N.Busch
- Ivania O.E.Schulz
- Kernera Medik.
- Kremeriella Maire
- Lachnocapsa Balf.f.
- Lachnoloma Bunge
- Leavenworthia Torr.
- Leiospora (C.A.Mey.) F.Dvorák
- Lepidium L.
- Lepidostemon Hook.f. & Thomson
- Lepidotrichum Velen. & Bornm.
- Leptaleum DC.
- Lithodraba Boelcke
- Litwinowia Woronow
- Lobularia Desv.
- Lonchophora Durieu
- Lunaria Tourn. ex L.
- Lutzia Gand.
- Lycocarpus O.E.Schulz
- Lyrocarpa Hook. & Harv.
- Lysakia Esmailbegi & Al-Shehbaz
- Machaerophorus Schltdl.
- Macropodium W.T.Aiton
- Malcolmia W.T.Aiton
- Mancoa Wedd.
- Marcus-kochia Al-Shehbaz
- Maresia Pomel
- Mathewsia Hook. & Arn.
- Matthiola W.T.Aiton
- Megacarpaea DC.
- Megadenia Maxim.
- Meniocus Desv.
- Menkea Lehm.
- Menonvillea DC.
- Metashangrilaia Al-Shehbaz & D.A.German
- Microlepidium F.Muell.
- Microstigma Trautv.
- Morettia DC.
- Moricandia DC.
- Moriera Boiss.
- Morisia J.Gay
- Mostacillastrum O.E.Schulz
- Mummenhoffia Esmailbegi & Al-Shehbaz
- Murbeckiella Rothm.
- Muricaria Desv.
- Myagrum L.
- Nasturtiopsis Boiss.
- Nasturtium W.T.Aiton
- Neotorularia Hedge & J.Léonard
- Nerisyrenia Greene
- Neslia Desv.
- Neuontobotrys O.E.Schulz
- Nevada N.H.Holmgren
- Noccaea Moench
- Noccaeopsis F.K.Mey.
- Noccidium F.K.Mey.
- Notoceras W.T.Aiton
- Notothlaspi Hook.f.
- Ochthodium DC.
- Octoceras Bunge
- Odontarrhena C.A.Mey.
- Olimarabidopsis Al-Shehbaz, O'Kane & R.A.Price
- Onuris Phil.
- Oreoloma Botsch.
- Oreophyton O.E.Schulz
- Ornithocarpa Rose
- Orychophragmus Bunge
- Otocarpus Durieu
- Pachycladon Hook.f.
- Pachymitus O.E.Schulz
- Pachyneurum Bunge
- Pachyphragma Rchb.
- Parlatoria Boiss.
- Parodiodoxa O.E.Schulz
- Parolinia Webb
- Parrya R.Br.
- Paysonia O'Kane & Al-Shehbaz
- Pegaeophyton Hayek & Hand.-Mazz.
- Peltaria Jacq.
- Peltariopsis (Boiss.) N.Busch
- Pennellia Nieuwl.
- Petiniotia J.Léonard
- Petrocallis W.T.Aiton
- Petroravenia Al-Shehbaz
- Phlebolobium O.E.Schulz
- Phlegmatospermum O.E.Schulz
- Phoenicaulis Nutt.
- Phravenia Al-Shehbaz & Warwick
- Phyllolepidum Trinajstic
- Physaria A.Gray
- Physoptychis Boiss.
- Physorhynchus Hook.
- Planodes Greene
- Polyctenium Greene
- Polypsecadium O.E.Schulz
- Pringlea Anderson ex Hook.f.
- Pseuderucaria O.E.Schulz
- Pseudoarabidopsis Al-Shehbaz, O'Kane & R.A.Price
- Pseudocamelina (Boiss.) N.Busch
- Pseudodraba Al-Shehbaz, D.A.German & M.Koch
- Pseudoturritis Al-Shehbaz
- Pseudovesicaria (Boiss.) Rupr.
- Psychine Desf.
- Pterygostemon V.V.Botschantz.
- Ptilotrichum C.A.Mey.
- Pugionium Gaertn.
- Pycnoplinthopsis Jafri
- Pycnoplinthus O.E.Schulz
- Quezeliantha H.Scholz
- Quidproquo Greuter & Burdet
- Raffenaldia Godr.
- Raphanorhyncha Rollins
- Raphanus L.
- × Rapistrosymbrium P.Fourn. ex Madiot
- Rapistrum Crantz
- Resetnikia Španiel, Al-Shehbaz, D.A.German & Marhold
- Rhammatophyllum O.E.Schulz
- Rhizobotrya Tausch
- Ricotia L.
- Robeschia Hochst. ex O.E.Schulz
- Romanschulzia O.E.Schulz
- Rorippa Scop.
- Rudolf-kamelinia Al-Shehbaz & D.A.German
- Rytidocarpus Coss.
- Sandbergia Greene
- Sarcodraba Gilg & Muschl.
- Savignya DC.
- Scambopus O.E.Schulz
- Scapiarabis M.Koch, R.Karl, D.A.German & Al-Shehbaz
- Schimpera Steud. & Hochst. ex Endl.
- Schizopetalon Sims
- Schouwia DC.
- Schrenkiella D.A.German & Al-Shehbaz
- Scoliaxon Payson
- Selenia Nutt.
- Shangrilaia Al-Shehbaz, J.P.Yue & H.Sun
- Shehbazia D.A.German
- Sibara Greene
- Sinalliaria X.F.Jin, Y.Y.Zhou & H.W.Zhang
- Sinapidendron Lowe
- Sinapis L.
- Sinoarabis R.Karl, D.A.German, M.Koch & Al-Shehbaz
- Sisymbrella Spach
- Sisymbriopsis Botsch. & Tzvelev
- Sisymbrium L.
- Smelowskia C.A.Mey.
- Sobolewskia M.Bieb.
- Solms-laubachia Muschl.
- Sphaerocardamum S.Schauer
- Spryginia Popov
- Stanleya Nutt.
- Stenopetalum R.Br. ex DC.
- Sterigmostemum M.Bieb.
- Stevenia Adams & Fisch.
- Streptanthus Nutt.
- Streptoloma Bunge
- Strigosella Boiss.
- Subularia Ray ex L.
- Succowia Medik.
- Synstemon Botsch.
- Synthlipsis A.Gray
- Takhtajaniella V.E.Avet.
- Teesdalia W.T.Aiton
- Terraria T.J.Hildebr. & Al-Shehbaz
- Tetracme Bunge
- Thelypodiopsis Rydb.
- Thelypodium Endl.
- Thlaspi L.
- Thysanocarpus Hook.
- Tomostima Raf.
- × Trachycnemum Maire & Sam.
- Trachystoma O.E.Schulz
- Trichotolinum O.E.Schulz
- Tropidocarpum Hook.
- Turritis Tourn. ex L.
- Vella L.
- Veselskya Opiz
- Warea Nutt.
- Weberbauera Gilg & Muschl.
- Xerodraba Skottsb.
- Yinshania Ma & Y.Z.Zhao
- Yosemitea P.J.Alexander & Windham
- Zahora Lemmel & M.Koch
- Zilla Forssk.
- Zuloagocardamum Salariato & Al-Shehbaz
- Zuvanda (Dvorák) Askerova

Generi presenti nella flora italiana sono:
- Aethionema
- Alliaria
- Alyssum
- Arabidopsis
- Arabis
- Brassica
- Biscutella
- Bivonaea
- Bunias
- Cakile
- Capsella
- Cardamine
- Cochlearia
- Diplotaxis
- Draba
- Hesperis
- Iberis
- Isatis
- Lepidium
- Lunaria
- Malcolmia
- Matthiola
- Nasturtium
- Raphanus
- Rapistrum
- Sinapis
- Sisymbrium
- Thlaspi

## Usi

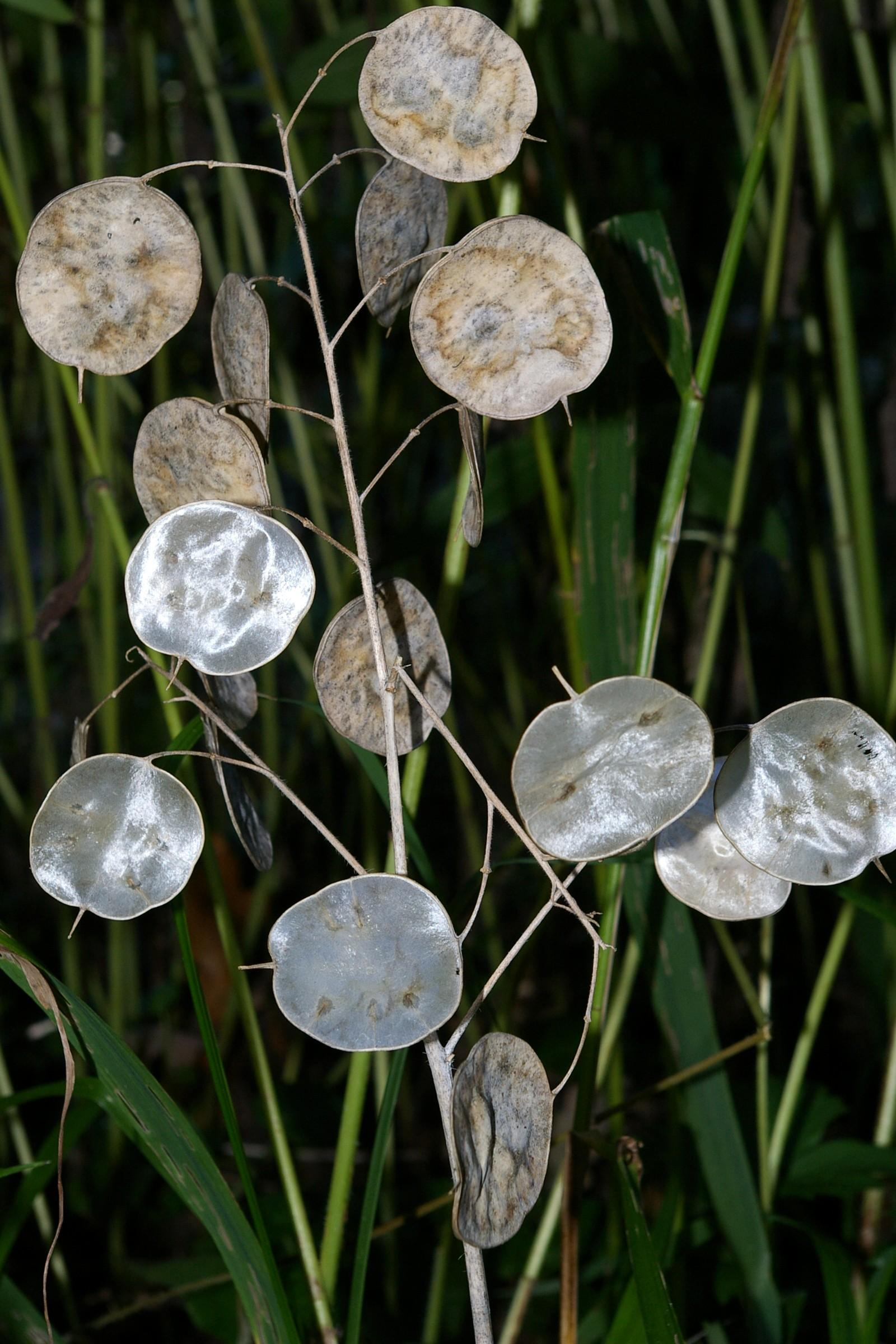
Lunaria annua

Molti generi sono utilizzati come alimenti per l'uomo. I generi più importanti per l'alimentazione umana sono:
- Brassica (con molte cultivar riferibili a cavolo, rapa, cavolfiore, colza, alcune specie di senape, ecc.)
- Sinapis (altre specie di senape)
- Raphanus (ravanello)
- Eruca (rucola)
- Armoracia (rafano)
- Eutrema (wasabi)

Per la più nota salsa di senape, la "Moutarde de Dijon IGP" si utilizzano sia semi del genere Brassica (Brassica juncea) sia semi del genere Sinapis (Sinapis alba o Brassica alba).
Alcune specie sono utilizzate come piante ornamentali: ad esempio Matthiola spp. e Cheiranthus spp. (violacciocche), Alyssum spp., Lunaria annua (monete del papa: si usano le silique per composizioni di fiori secchi), Iberis (con fiori zigomorfi per petali disuguali, comprende anche specie suffruticose).
Isatis tinctoria era usata nel passato per estrarre un colorante (indaco).
Arabidopsis thaliana è invece un importante organismo modello utilizzato negli studi di genetica.